# Yvonne Noutari
Yvonne Noutari (parfois Noutary) (née le 5 mai 1915 à Bègles et morte en déportation le 22 mars 1945 à Mauthausen) est une résistante du Front national. Elle est arrêtée pour avoir hébergé des résistants et pour ses activités communistes, déportée à Auschwitz par le convoi des 31000, elle est ensuite transférée à Ravensbrück puis à Mauthausen où elle meurt durant un bombardement allié, un mois avant la libération du camp.

## Biographie
Odette Yvonne Moudoulaud, dite Yvonne, naît le 5 mai 1915 à Bègles . Elle est la fille de  Baptiste Fernand Moudoulaud et de Anne Galy.
Elle fréquente l'école communale de Bègles puis travaille, comme ouvrière, dans une usine de boites métalliques.
Elle épouse Robert Noutari (1912- ) le 2 mars 1935. Il est mouleur sur fonte à la Société nationale de Construction Aéronautique du Sud-Ouest à Bègles, syndicaliste et militant actif du Parti communiste. Ils habitent Bordeaux, 5 rue Brulatour, et ont deux enfants : Robert né le 5 janvier 1936 et Marcelle née le 6 mars 1938,.

### Robert Noutari
Robert Noutari est incorporé le 4 septembre 1939 dans le 344e Régiment d'Infanterie, puis démobilisé le 9 août 1940. À ce moment-là, le Parti communiste est interdit, Robert Noutari reprend donc ses activités clandestinement. Après une première arrestation, il s'engage également dans la Résistance armée, dans un groupe de Francs-tireurs et partisans (FTP). D'après une note de police, il organise des sabotages de voies ferrées. Il est arrêté en juin 1942 et détenu au  Fort du Hâ.
Le 30 juillet 1942, Robert Noutari est transféré au quartier allemand de la prison, il attend son procès. Le 16 septembre, le Reichsicherheitshauptamt (Office central de la sûreté du Reich) décide d’organiser des fusillades massives en représailles de plusieurs attentats. Soixante-dix otages sont ainsi fusillés au camp militaire de Souge, commune de Martignas-sur-Jalle, le 21 septembre 1942, parmi eux, Robert Noutari.

### Yvonne Noutari, résistance et arrestation
De son côté, Yvonne Noutari entre dans la Résistance aux côtés du Front national de lutte pour la libération et l’indépendance de la France. Elle héberge des résistants. Dans la nuit du 8 juillet 1942, la police débarque à son domicile. Le résistant Jean Dancia qui se trouve chez elle parvient à s’enfuir, mais Yvonne Noutari est arrêtée pour « aide à un évadé et activités communistes »,.
Elle est emprisonnée au Fort du Hâ, détenue au secret dans le quartier allemand, interdite de visite et de colis.

### Déportation
Yvonne Noutari est transférée le 16 octobre 1942 au Fort de Romainville. Elle y est enregistrée sous le matricule no 941. Le 22 janvier 1943, elle fait partie des cent premières femmes otages transférées en camions au camp de Royallieu à Compiègne. Le lendemain, un deuxième groupe de cent-vingt-deux détenues du Fort de Romainville les y rejoint. Sept autres prisonnières sont amenées de la prison de Fresnes et une autre du dépôt de la préfecture de police de Paris. Toutes passent la nuit du 23 janvier à Royallieu. Le lendemain matin, 24 janvier, les 230 femmes sont conduites à la gare de marchandises de Compiègne et embarquées dans les quatre derniers wagons à bestiaux d’un convoi, connu sous le nom de convoi des 31 000, dans lequel plus de 1450 détenus hommes sont entassés depuis la veille,.
En gare de Halle-sur-Saale, le convoi est scindé, les hommes sont dirigés vers le camp de concentration d'Oranienbourg-Sachsenhausen, et les femmes vers Auschwitz où elles arrivent le 26 janvier 1943 au soir. Elles passent encore la nuit dans le train avant d'être conduites à pied au camp de femmes d'Auschwitz-Birkenau où elles entrent en chantant La Marseillaise. Elles sont immatriculées dans la série des « 31000 », le numéro de chacune, entre 31625 et 31854, est tatoué sur son avant-bras gauche. Yvonne Noutari porte le matricule 31718.
Yvonne Noutari, comme les autres prisonniers politiques, a l'autorisation d'écrire et recevoir du courrier. Elle demande toujours des nouvelles de son mari dont sa famille lui cache la mort.
Yvonne Noutari est transférée à Ravensbrück, avec 35 femmes du convoi des 31000, le 4 août 1944 puis évacuée à Mauthausen, devant l'avance soviétique, le 7 mars 1945. Elle est affectée au déblaiement, de nuit, des voies ferrées bombardées par les alliés. C'est là qu'elle trouve la mort, à moins de trente ans lors d’un bombardement en gare de Amstetten, le 20 mars 1945. L'attaque tue également Marguerite Pellet, Armida Mion, Marie Ducy, Marie Trottier, Olga Melin, Raymonde Thibouville, Marthe Munnier, Charlotte Decock, Paulette Menoret et Eugénie Gravillon. Le camp est libéré un mois plus tard, le 22 avril 1945,,.
Pendant plusieurs semaines, la mère d'Yvonne Noutari, se rend tous les jours à la gare de Bordeaux où arrivent les déportés, dans l'espoir d'y trouver sa fille, avant d'apprendre sa mort par un codétenu.
Les deux enfants de Robert et Yvonne Noutari, sont élevés par leur grand-mère et Mimi, la sœur d’Yvonne Noutari.

## Hommages
- Le titre de « Déporté Résistant » lui est attribué le 11 décembre 1952[2].
- Un arrêté du 3 juillet 1995 autorise l'apposition de la mention Morte en déportation sur l'acte de naissance d'Yvonne Noutari (JORF no 0191 du 18 août 1995)[1].
- Une rue de Bègles porte le nom de Robert et Yvonne Noutary (sic)[11].
- Les noms de Robert et Yvonne Noutary sont gravés sur le Mémorial des fusillés et déportés 1939-1945 de Bègles[12]
- Une plaque sur le Monument aux morts dans le cimetière de Bègles, mentionne Robert Noutari[13]
- Robert Noutari est décoré de la Médaille militaire à titre posthume par décret du 5 janvier 1959, et de la Médaille de la Résistance française.